# Thee Mighty Caesars
Thee Mighty Caesars — британская группа гаражного рока, сформированная Билли Чайлдишем в 1985 году, после распада его предыдущих групп Pop Rivets и Thee Milkshakes, в которой он взял курс на энергичное и грубое звучание, сродни американским гаражным группам, которое, с подачи гитариста Линка Рея, получило название «Медуэй-саунд» (англ. the Medway Sound), в честь реки Медуэй в графстве Кент. Они оказали влияние на многие американские группы, особенно на The Mummies и другие группы с лейбла Sub Pop.
Дебютный альбом Thee Mighty Caesars (1985) был записан при участии группы The Prisoners, в итоге его звучание очень сильно напоминает прежние работы Чайлдиша. Следующий альбом Beware the Ides of the March (1985) был незначительно усовершенствован, данная тенденция сохранилась и на альбомах Thee Caesars of Trashe (1986) и Acropolis Now (1986), на котором отметились участницы женской группы The Delmonas.
В 1987 году был издан альбом с обманчивым названием Live In Rome, с поддельным шумом толпы, записанным поверх ранее издававшихся треков и кавер-версий песен The Damned, Sex Pistols и Chuck Berry. Альбом Wiseblood (1987) стал возвращением к исходному звучанию на дебютном альбоме, возможно, Чайлдиш был не очень доволен своей группой. Изначально альбом был выпущен на Ambassador Records, но позже был переиздан на Hangman Records, собственном лейбле Чайлдиша.
Деятельность группы была остановлена после выхода John Lennon’s Corpse Revisited (1989), хотя Чайлдиш настаивал, что это была временная остановка, пока участники не найдут время вновь собраться вместе. Однако, бывшие члены Thee Mighty Caesars Брюс Брэнд и Джон Агнью приняли участие в его следующем проекте — Thee Headcoats. К 1995 году Чайлдиш покинул музыкальный бизнес и начал новую карьеру живописца, после прощального концерта в Лондоне, поддержанном всеми его бывшими группами. В течение трех лет он вернулся к работе в Thee Headcoats.

## Дискография
- Thee Mighty Caesars (1985)
- Beware the Ides of the March (1985)
- Thee Caesars of Trashe (1986)
- Acropolis Now (1986)
- Live In Rome (1987)
- Wiseblood (1987)
- Punk Rock Showcase (1987) comp
- Don’t Give Any Dinner to Henry Chinaski (1987)
- Thusly, thee Mighty Caesars (English Punk Rock Explosion) (1989) U.S.Comp
- John Lennon’s Corpse Revisited (1989)
- Surely They Were the Sons of God (1989) U.S.Comp
- Caesars Remains (1992) Comp
- Caesars Pleaseure (cd comp)

## Видеоклипы
- Thee Mighty Caesars - Wiley Coyote (live in begium)